# NGC 3688
NGC 3688 est une galaxie spirale barrée située dans la constellation de la Coupe. NGC 3688 a été découverte par l'astronome britannique Andrew Ainslie Common en 1880.

## Caractéristiques
La classe de luminosité de NGC 3688 est II.

### Distance
Sa vitesse par rapport au fond diffus cosmologique est de 7 006 ± 26 km/s, ce qui correspond à une distance de Hubble de 103,3 ± 7,2 Mpc (∼337 millions d'al).

### Brillance de surface
En raison d'une brillance de surface égale à 14,38 mag/am2, on peut qualifier NGC 3688 de galaxie à faible brillance de surface (LSB en anglais pour low surface brightness). Les galaxies LSB sont des galaxies diffuses (D) avec une brillance de surface inférieure de moins d'une magnitude à celle du ciel nocturne ambiant.